# Bachmann & Johanny
Bachmann & Johanny war eine Binnenschiffswerft im rheinland-pfälzischen Sankt Goar, die circa 1950 gegründet wurde und bis mindestens 1972 bestand. Haupttätigkeiten waren Reparaturen, Umbauten und die Motorisierung von Schiffen. Der Neubau spielte eine untergeordnete Rolle.

## Geschichte
Zur Werft liegt nur eine fragmentarische Überlieferung vor, bei der noch zahlreiche Aspekte offen sind. Nach dem Zweiten Weltkrieg richtete die französische Besatzungsmacht zur Wiederbelebung der Rheinschifffahrt in mehreren Rheinhäfen Schiffbergungs- und Reparaturbetriebe ein. Neben der Schiffswerft Oberwinter und der Rheinwerft Mainz-Mombach wurde auch im Hafen von Sankt Goar eine Werft gegründet, um die durch den Zweiten Weltkrieg stark beschädigten und gesunkenen Schiffe wieder in Fahrt bringen zu können. Nachdem nicht mehr nur für die Besatzungsmacht gearbeitet werden brauchte, konnte sich die Werft auch deutschen Kunden öffnen. Zu den Reparaturaufträgen dieser Zeit zählte das Fahrgastschiff Großherzog Ernst-Ludwig der Köln-Düsseldorfer Deutsche Rheinschiffahrt, die im Herbst 1948 nach Sankt Goar verbracht worden war.
Nach Abzug der Franzosen wurde ein Teil des Hafens verpachtet und ab 1950 von der Werft Bachmann & Johanny genutzt. Auch zur Werftausstattung liegen nur vereinzelte Überlieferungsstränge vor: Sie war nur mit einer kleinen Helling ausgestattet und konnte keine größeren Schiffe an Land ziehen. Zudem verfügte die Werft über einen Hebebock, der aus einem halbierten Schleppkahn bestanden haben soll. Bekannt ist von der Werftausstattung zudem ein Büroschiff: Von der Mainzer Reederei Bossmann hatte der Betrieb 1956 ein Büroschiff erworben, das auf dem Ponton der im Zweiten Weltkrieg zerstörten Schiffsmühle Ginsheim aufgebaut worden war. 1968 verkaufte die Werft es an den Motor-Yacht-Club Baden-Baden, der es in Iffezheim vertäute. Dort liegt es noch heute.

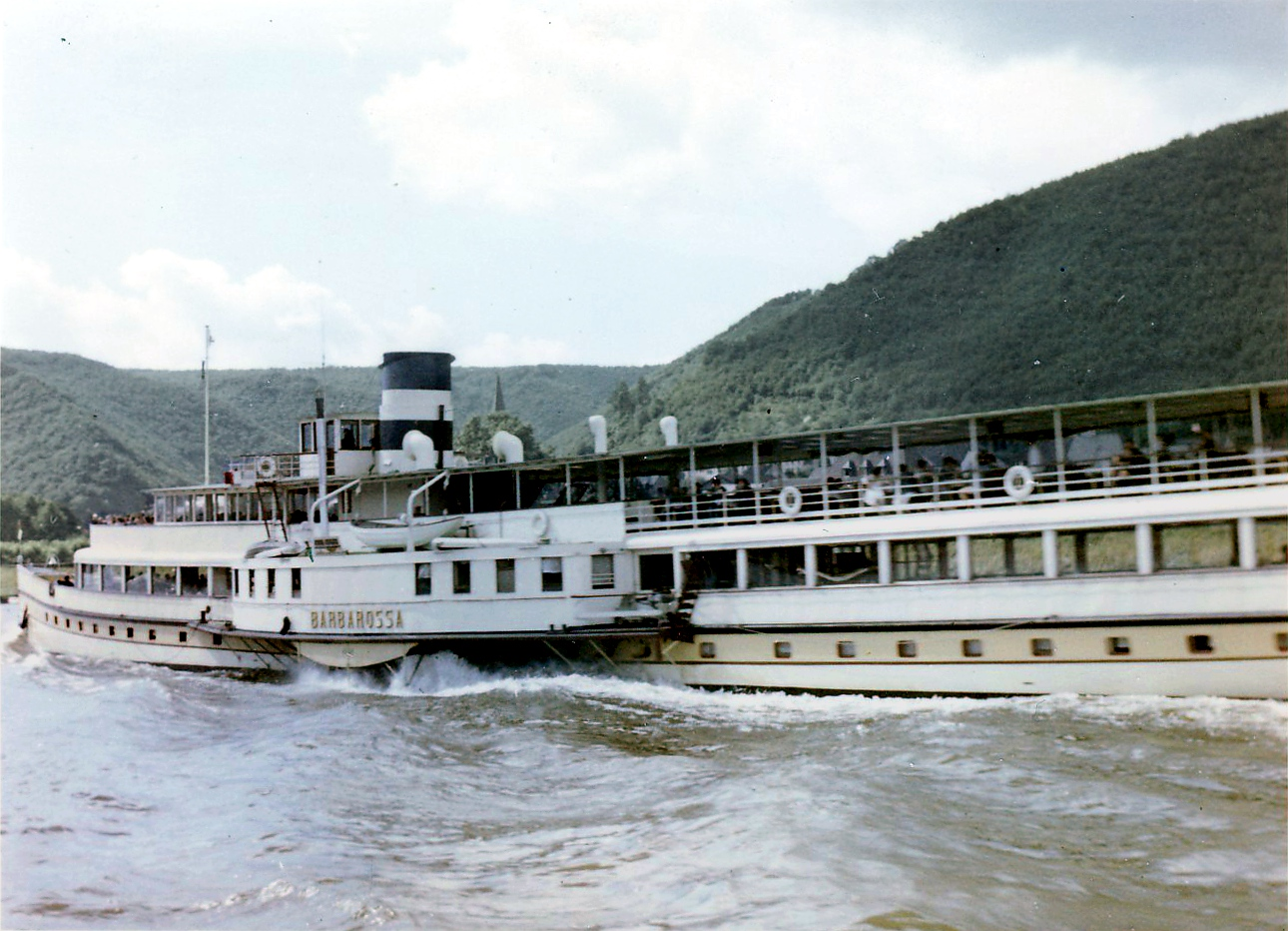
Raddampfer Barbarossa im Jahr 1958

Mit ihrer Ausstattung konzentrierte sich die Werft auf kleinere Arbeiten wie Umbau-, Ausrüstungs- und Restarbeiten. In dieser Zeit war es nicht unüblich, dass Reparaturaufträge zu einem Schiff auf mehrere Werften verteilt wurden: Größere Werften wie die Kölner Werft, die Schiffswerft Hilgers oder die Schiffswerft Christof Ruthof übernahmen Arbeiten am Schiffsrumpf, während die Arbeiten über der Wasserlinie von kleineren Werften wie Bachmann & Johanny übernommen wurden. Zu diesen Reparaturarbeiten in Sankt Goar zählte auch der Wiederaufbau des 1903 gebauten und 1945 im Hafen von Brohl versenkten KD-Dampfers Barbarossa, dessen Vorschiff bei dieser Gelegenheit verlängert wurde.
Die Werft erarbeitete sich einen Ruf insbesondere für die Motorisierung von Schleppern und Schraubenbooten, deren Maschinen sie gegen Dieselmotoren austauschte. Diese Aufträge der Werft sind am besten nachzuvollziehen. Zu ihnen zählten zum Beispiel die Motorisierung der Schlepper und Vorspannboote Lorelei (1953), Justitia VIII (1958) oder Harmonie (Umbaujahr unbekannt).
Dagegen sind lediglich zwei Neubauaufträge der Werft über die Literatur erschließbar: 1953 baute sie ein kleines Frachtschiff namens Lahnfahrt für die Lahnschifffahrt. Aufgrund der begrenzten Größe der Schleusen auf der Lahn mussten die Lahnschiffe unter der Schleusenlänge von 34 Metern bleiben. Ein zweites Schiff ist erst für das Jahr 1972 überliefert. In diesem Jahr lieferte die Werft unter der Baunummer 120 die 26 Meter (n. a. A. 29 Meter) lange Motoryacht Minerva an einen privaten Auftraggeber nach Bonn ab. Das Schiff wurde 1987 nach Schweden verkauft und ist dort als Victorina III weiterhin in Fahrt.
Über die letzten Jahre der Werft fehlen weitere Informationen – in der ersten Hälfte der 1970er Jahre muss die Werft den Betrieb eingestellt haben. Die Minerva ist in der Literatur der letzte überlieferte Auftrag der Werft. Letzter Geschäftsführer der Firma war Peter Bachmann. Zugleich ist bekannt, dass das Bauunternehmen Dyckerhoff & Wittmann 1975 den Hafen gepachtet hat – ob ein Zusammenhang mit dem Ende der Werft besteht, bleibt zu klären.

## Bauliste (Auswahl)
Eine Bauliste der Werft liegt bislang nicht vor. Nachgewiesen sind Neubauten und Umbauten folgender Boote und Schiffe:
| Name          | Jahr                | Schiffstyp               | Größenangabe oder Anzahl Fahrgäste        | Auftraggeber                               | Anmerkungen |
| ------------- | ------------------- | ------------------------ | ----------------------------------------- | ------------------------------------------ | --- |
| Barbarossa    | 1948/49 (Reparatur) | Fahrgastschiff           | 76,70 × 14,57 × 1,20 Meter                | Köln-Düsseldorfer Deutsche Rheinschiffahrt | Wiederaufbau des 1945 nach einem Bombenangriff gesunkenen Raddampfers, dabei um 5 Meter verlängert; 1964 Kantinenschiff, 1972 verschrottet;                     |
| Lahnfahrt     | 1953 (Neubau)       | Gütermotorschiff         | 197 Tonnen, 32,42 × 4,77 × 1,58 Meter     | ?                                          | Neubau, weiteres unklar; |
| Lorelei       | 1956 (Umbau)        | Vorspannboot (Schlepper) | 23,27 × 5,00 × 1,55 Meter                 | ?                                          | 1898 als Schraubendampfer Bernard in Niederlanden gebaut, 1956 in St. Goar auf Dieselmotor umgerüstet; 2011 stillgelegt, 2016 nach Holland, Verbleib unbekannt; |
| Justitia VIII | 1958 (Umbau)        | Schlepper                | 27,55 × 5,30 × 1,65 Meter, 36 Tonnen      | Reederei Bossmann, Mainz                   | 1907 als Jacob Hugo in Niederlanden gebaut, 1958 motorisiert und als Bacchus auf Fahrt; später Elan und Gemini; 2018 in Fahrt;                                  |
| Minerva       | 1972 (Neubau)       | Motoryacht               | 83 BRT, 63 NRT, 26,41 × 4,99 × 2,00 Meter | privater Auftraggeber aus Bonn             | Neubau als Motoryacht Minerva für privaten Auftraggeber, 1987 nach Schweden verkauft und als Victorina III Charterboot in Stockholm, 2008 noch in Fahrt;        |
| Harmonie      | 19?? (Umbau)        | Schleppdampfer           | ?                                         | ?                                          | 1903 als Schleppdampfer Harmonie in Niederlanden für deutschen Auftraggeber gebaut; Jahr der Motorisierung in Sankt Goar unbekannt, ebenso Verbleib;            |